# Article 21 de la Charte canadienne des droits et libertés
L'article 21 de la Charte canadienne des droits et libertés est un des articles de la Charte des droits de la Constitution du Canada qui établit des droits relatifs aux deux langues officielles du Canada, qui sont l'anglais et le français sous l'article 16. Les articles 16 à 20 garantissent un certain nombre de droits par rapport à l'usage de ces deux langues dans les cours fédérales et du Nouveau-Brunswick et d'autres institutions gouvernementales. Ainsi, l'article 21 clarifie que les droits linguistiques touchant à l'anglais et au français, garantis ailleurs dans la Constitution du Canada que dans la Charte, sont maintenus et ne sont pas limités par les droits linguistiques de la Charte.

## Texte
« 21. Les articles 16 à 20 n'ont pas pour effet, en ce qui a trait à la langue française ou anglaise ou à ces deux langues, de porter atteinte aux droits, privilèges ou obligations qui existent ou sont maintenus aux termes d'une autre disposition de la Constitution du Canada. »

— Article 21 de la Charte canadienne des droits et libertés